# Aibl
Ne doit pas être confondu avec AIBL.
Aibl est une ancienne commune autrichienne du district de Deutschlandsberg en Styrie qui a été rattachée au bourg d'Eibiswald le 1er janvier 2015.